# Sirrah (zespół muzyczny)
Sirrah – zespół doom metalowy pochodzący z Opola, powstał w 1992 roku. Po rozwiązaniu w 1998 trzech byłych członków grupy: Maciej Pasiński, Tomasz Żyżyk oraz Krzysztof Passowicz założyli zespół The Man Called TEA.
W 2013 roku z inicjatywy Tomasza Żyżyka zespół wznowił działalność.

## Dyskografia
| 1995                           | Acme - Data: 1995 - Wydawca: Melissa Productions                                  | —  |
| 1996                           | Acme (wersja ponownie nagrana) - Data: 9 września 1996 - Wydawca: Metal Mind      | —  |
| 1997                           | Did Tomorrow Come... - Data: 28 maja 1997 - Wydawca: Metal Mind/Music for Nations | 38 |
| "—" pozycja nie była notowana. |                                                                                   |    |

| Rok  | Tytuł                                                                         |
| ---- | ----------------------------------------------------------------------------- |
| 1993 | Once More Before We Soar (demo) - Data: 1993 - Wydawca: brak (wydanie własne) |
| 1997 | The Stories Of Defeats (EP) - Data: 1997 - Wydawca: Metal Mind Productions    |
| 2013 | Thrill You (singel) - Data: 26 maja 2013 - Wydawca: brak (wydanie własne)     |
| 2013 | It Is Continued... (Promo Sampler) - Data: 29 listopada 2013 - Wydawca ArtDHD |